# Aldo Centolani
Aldo Centolani (Alfonsine, 1922 – Alfonsine, 28 agosto 1944) è stato un partigiano italiano.

## Biografia
Operaio, comandante durante la Resistenza del Distaccamento "Aurelio Tarroni" della 28ª Brigata GAP "Mario Gordini" operante nel ravennate.
Il 12 agosto 1944, presso la frazione di Savarna (Ravenna), durante un'operazione gappista di disarmo di un milite tedesco, l'inaspettato arrivo di un camion carico di commilitoni costrinse il piccolo gruppo di partigiani ad ingaggiare battaglia: durante lo sganciamento, Centolani fu colpito e ferito gravemente. Catturato, venne ricoverato in fin di vita all'ospedale di Alfonsine.

Sottoposto a pressanti interrogatori, prima blandito poi torturato, rifiutò di rispondere, evitando anche di rivelare il suo nome per non compromettere i compagni di lotta ed i famigliari. "Ai tedeschi, che cercarono di avvelenargli gli ultimi istanti di vita con grossolane frasi di scherno, rispose prima di spirare gridando tutto il suo disprezzo e predicendo l'immancabile rovina del nazismo."

"Ma la cosa grande è stata che i tedeschi hanno chiamato sua madre, all'obitorio dell'ospedale di Alfonsine, per l'identificazione del cadavere, non erano sicuri chi fosse, e lei ha detto "No, non è mio figlio", non l'ha voluto riconoscere per evitare le rappresaglie dei fascisti alla propria famiglia. Disse tranquilla "No, non è mio figlio", ha avuto una grande forza."